# 仁寿镇
仁寿镇，旧称顺阳、仁阳:53，是中华人民共和国福建省南平市顺昌县下辖的一个乡镇级行政单位，地名取意自“仁者益寿”。仁寿镇人民政府驻仁寿村。

## 历史沿革
仁寿镇位于顺昌县城西北约120里处，地处顺昌县、邵武市、建瓯市和建阳区三县交界地带，所处地域较为偏远。宋朝时期在当地设立仁寿寨，元朝沿袭之，明朝洪武初年改设为仁寿巡检司，洪武九年（1376年）在此地设置仁寿稅課局，五年后又增设河泊所于此。行政区划上，仁寿地区属顺阳乡仁寿都:42。清朝雍正十二年（1734年），顺昌县丞移驻于此。
中华民国成立后，顺昌县在境内设置县辖区，仁寿地区名为仁阳镇，属第三区:42。第一次国共内战期间，中国共产党率领的中国工农红军闽北独立师于1934年—1936年在仁寿境内的桂溪村开辟华家山游击区:56。民国27年（1938年）10月，福建省政府以仁寿地区位置偏僻、不便管理而将顺昌县第三区析出设置仁寿特种区，特种区级别为二等特种区，拥有独立于县的行政级别。民国29年（1940年）3月31日，福建省政府下令裁撤仁寿特种区，降格为顺昌县第四区，民国30年（1941年）6月改置为第三区。同年下半年县辖区被裁撤，县直接领导乡镇，仁寿境内设仁寿镇。:42-43
中华人民共和国成立后，顺昌全县调整行政区划，仁寿被划为顺昌县第五区，1956年1月以政府驻地命名县辖区，更名为仁寿区，1958年5月撤区并乡，改名仁寿乡，同年10月改组为顺昌县人民公社仁寿分社，翌年1月县人民公社撤销，仁寿分社改称跃进公社，1961年7月更名仁寿公社。1984年10月起实行政社分开，仁寿公社改为仁寿乡:43-49。1994年1月，仁寿撤乡设镇。

## 地理与人口
仁寿镇坐落于顺昌县北部，总面积17.6万平方米，2010年总人口16,405人，南依洋墩乡，北靠建阳区徐市镇，东邻建瓯市吉阳镇，西毗邵武市朱坊乡，镇政府驻地距仁寿县城60公里，为山区结合部地形，地势较为复杂险峻，顺昌县境内海拔最高点郭岩山位于镇内东部，海拔1383.7米，西北则有海拔1115米的华家山。仁寿森林覆盖率达78.7%，境内的仁寿溪流域面积19.3平方公里，矿产资源有高岭土、花岗岩、铅锌矿和其他有色金属、非金属矿等。

## 行政区划
目前，仁寿镇下辖1个社区（居民委员会）和8个行政村（村民委员会），分别是：仁阳社区、仁寿村、桂溪村、桥下村、上白村、富石村、余塘村、塘后村和江墩村。
明朝时期，仁寿都隶属于顺阳乡，管辖仁寿、桂溪2图及图下的若干个村，清朝时沿袭之；中华民国成立之初仁寿县行政区划无考，仁寿特种区撤销后，原特种区境内的仁阳镇（后改名仁寿镇）、洋墩镇（今洋墩乡）和桂溪乡属顺昌县第四区管辖，桂溪乡后并入仁寿镇。民国35年（1946年），仁寿镇下辖：镇安、宣赦、攀桂、桥下、江洋、上白、余塘、桂南和桂北9个保。:41-43
中华人民共和国成立之初，仁寿为顺昌县第五区，下辖13个乡：仁寿、洋墩、桥下、江墩、上白、余塘、桂南、桂北、田溪、均仓、洋坑、蔡坑和黄家村；1954年改为16个乡：仁寿、洋墩、桥下、江墩、上白、余塘、塘后、桂南、桂北、田溪、均仓、洋坑、蔡坑、白石、连墩和水东；1956年1月境内调整为9个乡。1959年1月更名为跃进公社后，境内分设3个管理区，下辖14个生产大队，1961年7月洋墩单独成立公社，仁寿公社下辖仁寿、桥下、江墩、上白、余塘、塘后、桂溪、白石8个生产大队，并沿用至政社分开之后。政社分开后，除白石更名为富石外，其余行政村沿用原名:43-49。21世纪增设仁阳社区居民委员会。